# 蟹江幹彦
蟹江 幹彦（かにえ みきひこ、1957年 - ）は、日本の実業家、青林堂社長。『ジャパニズム』発行人。通名は蟹江磐彦。
妻は同社専務取締役で『ジャパニズム』第4代編集長の蟹江玲子（通名は渡辺レイ子）。

## 来歴
1990年代、CD-ROM制作会社の大和堂を経営しており、青林堂から出版されていたねこぢるのCD-ROM版の販売をしたいと青林堂に打診したことで、青林堂との付き合いが始まり、その後、青林堂社長であった山中潤よりねこぢるの版権を譲り受けた。そして青林堂の内紛事件後、経営不振であった青林堂自体の売却の打診を受け、1999年には経営を退いた山中の後を襲い社長に就任。翌2000年には休刊していた『ガロ』を復刊させ編集長も兼任。鳥肌実を発掘したが、2002年に『ガロ』を実質休刊。
2010年代頃からサブカルチャー漫画中心だった青林堂を「嫌韓嫌中路線」の政治思想中心の出版社へと路線転換させ、2011年にはオピニオン雑誌の『ジャパニズム』を創刊。また佐藤守、古谷経衡、桜井誠、杉田水脈、京本和也、千葉麗子、瀬戸弘幸など保守・右派系の活動家・作家の著作を刊行していった。こうした路線転換を蟹江自身は、「経営上の問題」であり「他のジャンルの売り上げが減った分を保守本が補填してくれている」「憲法21条で言論、表現、出版の自由が認められている。うちのような本も左翼の本も出版されていて、読んだ上で論争が行われているのが正常な社会なのではないでしょうか」と述べている。

## 人物
- 萌え系やミリタリー系の作品が好きで自身が編集長を務める保守雑誌『ジャパニズム』の表紙が萌え系イラストである理由になっている[3][11]。
- 元青林堂関係者によれば、蟹江は40代前半に大病を患い、それがきっかけでスピリチュアルや精神世界に目覚め、神道や古事記のほか幸福の科学などにも傾倒し、次第にネット右翼化していったという。なお、蟹江本人は特攻隊員の転生をテーマにした山口敏太郎の『前世』（2006年）という著書を青林堂から出版したことが「青林堂と右翼業界が結びついた始まりだった」と語っている[12]。
- かつて付き合いがあった古谷経衡は「少しでも気に入らないことを言う人間は、みんな『サヨクでしょ』と言って切り捨ててしまい、それ以上考えない。『ガロ』を作った白土三平にしても水木しげるにしても『サヨクでしょ』で片付けてしまうのかもしれません」と蟹江について語っている[13]。